# Iwan Kicenko
Iwan Iwanowicz Kicenko (ros. Иван Иванович Киценко, ur. 20 maja 1920 we wsi Galicyno obecnie w rejonie koczubiejewskim w Kraju Stawropolskim, zm. 8 czerwca 1971 w Kijowie) – radziecki lotnik wojskowy, kapitan, Bohater Związku Radzieckiego (1945).

## Życiorys
Urodził się w rodzinie chłopskiej. Skończył 7 klas, od 1937 służył w armii, w 1938 ukończył Wojskowo-Morską Szkołę Lotniczą w Jejsku. Od 1941 uczestniczył w wojnie z Niemcami. Był dowódcą klucza 5 gwardyjskiego pułku lotniczego 2 Gwardyjskiej Dywizji Lotniczej Sił Zbrojnych Floty Czarnomorskiej w stopniu starszego porucznika. Do października 1944 wykonał 217 lotów bojowych w celu bombardowania, zwiadu i umieszczania min, brał również udział w zaopatrywaniu partyzantów na Krymie. W 1954 przyjęto go do KPZR; w tym samym roku zakończył służbę wojskową w stopniu kapitana.

## Odznaczenia
- Złota Gwiazda Bohatera Związku Radzieckiego (6 marca 1945)
- Order Lenina
- Order Czerwonego Sztandaru (dwukrotnie)
- Order Wojny Ojczyźnianej I klasy (dwukrotnie)
- Order Czerwonej Gwiazdy

I medale.